# 15109 Wilber
A 15109 Wilber (ideiglenes jelöléssel 2000 CW61) a Naprendszer kisbolygóövében található aszteroida. A LINEAR projekt keretében fedezték fel 2000. február 2-án.